# 茨城県道356号城里那珂線

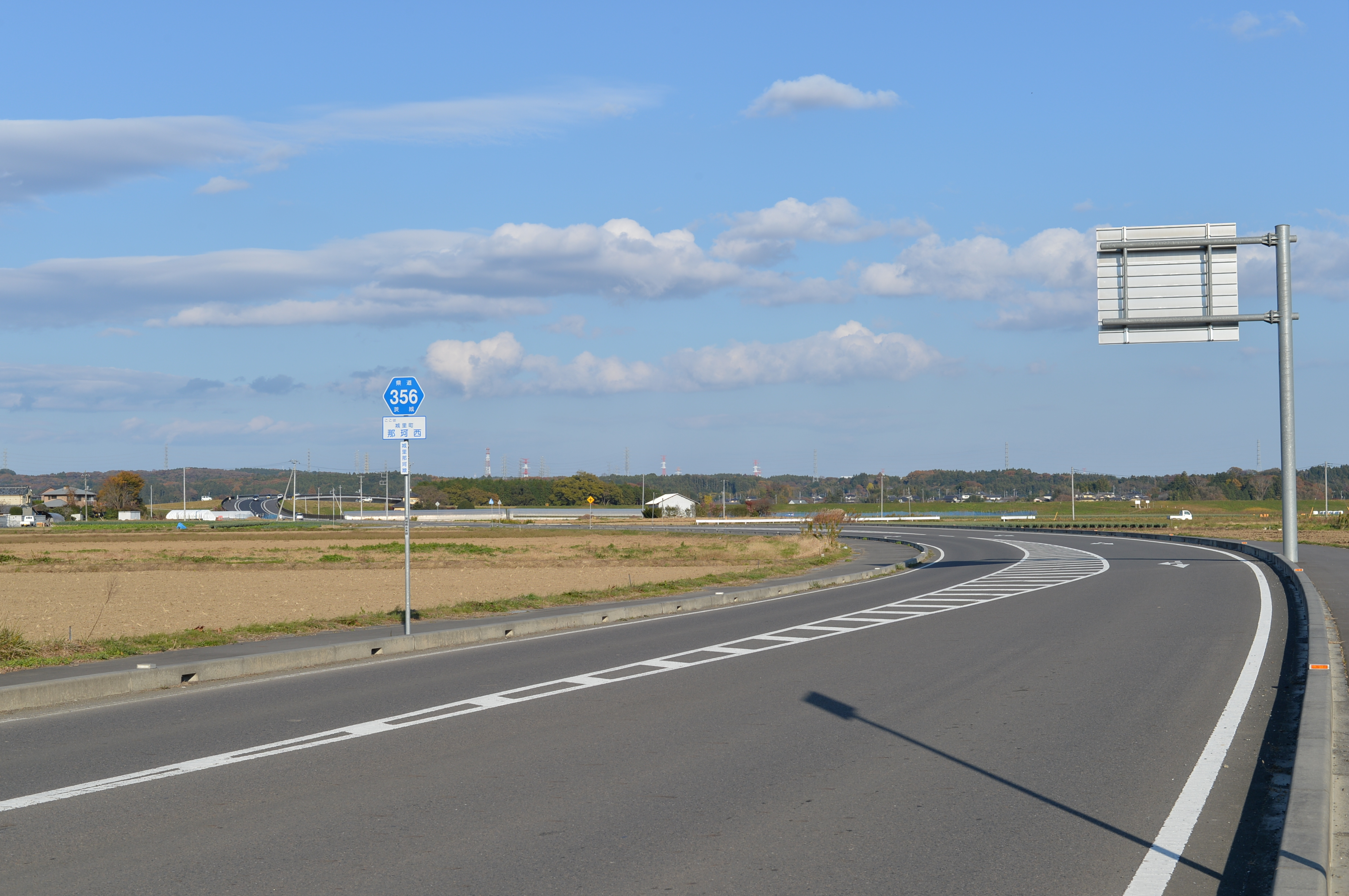
茨城県道356号城里那珂線
城里町那珂西（2014年11月）

茨城県356号城里那珂線（いばらきけんどう356ごう しろさとなかせん）は、茨城県東茨城郡城里町から那珂市に至る、建設中の一般県道である。
尚、那珂西大橋の下にある河川ではジムニー等クロカンをして楽しむこともできる。

## 概要
城里町増井（茨城県道52号石岡城里線）から分岐し東方向へ向かい国道123号を連絡し、那珂市戸（茨城県道102号長沢水戸線）まで結ぶ、水戸勝田都市圏北部の幹線道路に位置づけられている整備事業中の一般県道路線である。途中、那珂川を横断し水戸市岩根町と那珂市戸とを結ぶ橋梁「那珂西大橋（なかにし おおはし）」がある。

### 路線データ
- 起点：東茨城郡城里町増井（茨城県道52号石岡城里線分岐）
- 終点：茨城県那珂市戸（茨城県道102号長沢水戸線・茨城県道315号下宿常陸鴻ノ巣停車場線交点）
- 総延長：6.577 km[1]
- 重用延長：1.515 km[1]
- 未供用延長：なし[1]
- 実延長：5.062 km[1]
- 自動車交通不能区間延長[注釈 1]：なし[1]
- 幅員
  - 那珂市戸：15 m（車道部6.5 m/2車線）[2]

## 歴史
東茨城郡常北町（現：城里町）と那珂郡那珂町（現：那珂市）の間を短絡して結ぶ那珂川渡河部の道路はなく、上流の千代橋（県道61号）や、下流の国田大橋（県道63号）は交通渋滞が慢性化しており、さらに常陸那珂港や那珂西工業団地の発展によって、水戸市を中心とする近隣市町の連携が一層必要とされたため、那珂川を横断し水戸市岩根町と那珂町とを結ぶ橋梁の整備を含めた道路整備が不可欠となっていた。
1996年（平成8年）4月1日、茨城県は道路法（昭和27年法律第180号）第7条の規定に基づき、起点を東茨城郡常北町、終点を那珂郡那珂町とする道路の新規路線として常北那珂線を認定し、その後の本路線の道路整備が那珂町側から先行して進められ、一部が供用開始される。2005年（平成17年）2月に起点がある常北町が、地方自治体の統廃合、いわゆる「平成の大合併」により自治体名を城里町へと変更されたことを受け、同年4月に路線名称を城里那珂線へと変更している。2014年10月22日に那珂川を渡河する那珂西大橋が完成し、現在は水戸ニュータウン内から石岡城里線までの道路建設の整備事業が続けられている。

### 年表
- 1996年（平成8年）4月1日：県道常北那珂線（整理番号356）として路線認定[3]。
- 2002年（平成14年）10月10日：那珂郡那珂町大字戸地内の道路区域（延長697 m）が決定し、その一部区間が供用開始される[4]。
- 2002年（平成14年）12月16日：東茨城郡常北町大字増井字大久保 - 那珂郡那珂町大字戸の道路区域（延長4.31 km）が決定する[5]。
- 2004年（平成16年）3月25日：水戸市藤井町 - 東茨城郡常北町大字那珂西のバイパス新設区域（延長2.041 km）が決定する[6]。
- 2004年（平成16年）3月30日：水戸市藤井町 - 東茨城郡常北町大字那珂西のバイパス（延長約2.0 km）が開通する[7]。
- 2005年（平成17年）4月1日：路線名称を現路線である城里那珂線へ改称[8]。
- 2005年（平成17年）11月15日：水戸市藤が原2丁目 - 同市藤が原1丁目間（約0.4 km）を供用開始[9]。
- 2009年（平成21年）1月29日：東茨城郡城里町大字那珂西（国道123号交点） - 水戸市岩根町字根本前（那珂川右岸）の一部区間が供用開始される[10]。
- 2009年（平成21年）3月24日：水戸市藤が原3丁目（リリーベール小学校付近） - 城里町大字那珂西（国道118号交点）の区間（約0.9 km）を供用開始[11]。
- 2014年（平成26年）10月22日：水戸市岩根町 - 那珂市戸間の那珂川橋梁「那珂西大橋」を供用開始[12][13]。
- 2016年（平成28年）2月12日：水戸市藤が原3丁目地内の旧道（379 m）が県道指定解除され、水戸市道に降格[14]。

## 路線状況

### 既供用区間
- 水戸市藤が原 - 東茨城郡城里町那珂西の国道123号交点（0.92 km）
- 東茨城郡城里町那珂西の国道123号交点 -  那珂市戸の茨城県道102号長沢水戸線・茨城県道315号下宿常陸鴻ノ巣停車場線交点（1.875 km）

### 道路施設
- 藤井橋（西田川、水戸市藤井町 - 東茨城郡城里町大字那珂西）
- 那珂西大橋（那珂川、水戸市岩根町 - 那珂市戸）
水戸市岩根町 - 那珂市戸を結ぶ、那珂川を跨ぐ8径間連続PC箱桁橋。那珂川に架かる橋梁不足により、下流側に架かる国田大橋（茨城県道63号水戸勝田那珂湊線）をはじめとする水戸都市圏の交通渋滞慢性化の解消を目的として平成8年度に事業化され2014年（平成26年）10月22日に開通した[15]。
  - 道路規格：3級2種 V=60 km/h
  - 構造：8径間連続PC箱桁橋
  - 橋長：464.3 m
  - 幅員：15 m（車道部4 m×2、歩道部3.5 m×2）
  - 支間長：76.7+95.7+76.5+(44.2×4)+35.45 m

## 地理

### 通過する自治体
- 茨城県
  - 東茨城郡城里町 - 水戸市 - 那珂市

### 交差する道路
- 国道123号（東茨城郡城里町那珂西）

### 沿線
- 水戸ニュータウン（水戸市藤が原）